# رولز-رویس درونت
رولز-رویس درونت (به انگلیسی: Rolls-Royce Derwent) یک موتور هواگرد ساختِ کارخانهٔ رولز-رویس لیمیتد در کشور بریتانیا است.